# 호크아이 (마블 코믹스)

호크아이(Hawkeye)는 마블 코믹스의 슈퍼히어로이다. 풀 네임은 클린턴 프랜시스 "클린트" 바턴(Clinton Francis "Clint" Barton)이며, 어벤저스 팀의 오래된 일원들 중 하나이다. 그리고 어벤져스 웨스트 코스트중 멤버이기도 하다. 스탠 리와 돈 헥에 의해 만들어졌다. 주 무기는 활과 화살이며, 무기에 걸맞게 먼 곳을 정확하게 보고 활로 조준할 수 있는 능력을 지니고 있다.
영화 토르: 천둥의 신과 어벤져스에서는 제레미 레너가 호크아이를 연기하였다. 이 영화에서는 원작 만화와는 달리 S.H.I.E.L.D의 요원으로 등장하며 마스크를 쓰지 않는다. 과거 S.H.I.E.L.D에서 블랙 위도우를 죽이라는 명령을 받은 바가 있으나, 그녀를 죽이지 않고 살려주어 블랙 위도우와는 각별한 사이가 되었다.

## 담당 배우

### 영화
- 토르: 천둥의 신 (2011) - 제레미 레너
  - 어벤져스 (2012) - 제레미 레너
  - 어벤져스: 에이지 오브 울트론 (2015) - 제레미 레너
  - 캡틴 아메리카: 시빌 워 (2016) - 제레미 레너
  - 어벤져스: 엔드게임 (2019) - 제레미 레너

### 드라마
- 호크아이 (2021) - 제레미 레너